# Gottfried Keller (trein)
De Gottfried Keller was een internationale trein op de Allgäuroute tussen München en Zürich. De trein is genoemd naar de, uit Zürich afkomstige, Zwitserse schrijver Gottfried Keller.

## EuroCity
Op 31 mei 1987 is de EC Gottfried Keller een van de drie EuroCity's op de Allgäubahn. Om de lage frequentie van het TEE-net te ondervangen zijn op de Allgäubahn, naast de bestaande Bavaria, nog twee EuroCity's toegevoegd. De EC Gottfried Keller voerde de middagrit van het drietal uit terwijl de Bavaria 's morgens van Zürich naar München reed en 's avonds terug en de EC Schweizerland 's morgens begon in München en 's avonds uit Zürich vertrok. Zodoende was er drie keer per dag per richting een EuroCity tussen München en Zürich beschikbaar. Tussen 31 mei 1992 en 23 mei 1993 was het westelijke eindpunt niet Zürich maar Bern. Op 14 december 2002 verloren de treinen op de Allgäuroute hun namen en is de treindienst naamloos voortgezet.

## Rollend materieel
De Gottfried Keller bestond uit rijtuigen van de Deutsche Bundesbahn aangevuld met een restauratierijtuig van de SBB. Tussen München en Lindau werd de trein getrokken door de diesellocomotieven van de serie 218, tussen Lindau en Zürich door de series Re 4/4I en Re 4/4II van SBB.

## Route en dienstregeling
| EC 96 | land        | station           | km  | EC 97 |
| ----- | ----------- | ----------------- | --- | ----- |
| 12:00 | Duitsland   | München Hbf       | 0   | 17:04 |
|       | Duitsland   | Kempten in Allgäu | 131 |       |
|       | Duitsland   | Lindau            | 221 |       |
|       | Oostenrijk  | Bregenz           | 231 |       |
|       | Zwitserland | St. Margrethen    | 245 |       |
|       | Zwitserland | St. Gallen        | 272 |       |
|       | Zwitserland | Winterthur        | 329 |       |
| 16:21 | Zwitserland | Zürich HB         | 355 | 16:21 |